# Nationaal Leger
Het Nationaal Leger is de krijgsmacht van Suriname. Het grootste onderdeel is de landcomponent, die bestaat uit een bataljon lichte infanterie. Verder is er een bescheiden luchtcomponent met enkele helikopters en lichte vliegtuigen en een marinecomponent met enkele patrouilleboten. Het Nationaal Leger bestaat volledig uit beroepsmilitairen.
Medio augustus 2020, vijf weken na zijn aantreden, kondigde president Chan Santokhi aan het Nationale Leger te zullen hervormen naar een multifunctioneel instituut, dat ook ingezet kan worden ter ondersteuning van het Korps Politie Suriname, voor ontwikkelingstaken en criminaliteitsbestrijding.

## Geschiedenis

### Het begin
De krijgsmacht van Suriname werd onder de naam Surinaamse Krijgsmacht (SKM) opgericht bij de onafhankelijkheid van Nederland op 25 november 1975. Dit had nog wel wat voeten in de aarde, want aanvankelijk voelde Nederland - en dan in het bijzonder de minister van Binnenlandse Zaken De Gaay Fortman - niet voor zo'n volwaardige krijgsmacht. Nederland zag meer in een gewapende politiemacht. Maar na aanhouden van premier Arron stemde Nederland uiteindelijk toch in met de oprichting van de Surinaamse Krijgsmacht.
De nieuw opgerichte Surinaamse Krijgsmacht nam het materieel en de infrastructuur over van de Troepenmacht in Suriname (TRIS) het voormalige koloniale leger van Nederland. Ook het personeel van de TRIS stapte deels over naar de nieuwe SKM. Daarnaast gingen Surinaamse militairen die tot dan toe deel uitgemaakt hadden van de Nederlandse Koninklijke Landmacht over naar de SKM. In tegenstelling tot het ex-TRIS-personeel had het ex-KL-personeel recht op een suppletieregeling van Nederland, een aanvulling op hun salaris van de SKM tot het niveau van hun Nederlandse collega's. Dit zorgde voor scheve gezichten aangezien de ex-TRIS-militairen deze suppletie niet kregen. Op materieel gebied probeerde Suriname ook nog patrouilleboten en helikopters van Nederland te krijgen, maar Nederland wees dat verzoek af. Wel kwam er een Nederlandse militaire missie in Suriname, verbonden aan de Nederlandse ambassade, die de nieuwe Surinaamse Krijgsmacht met raad en daad terzijde zou staan. Deze missie bestond uit vier officieren, vier onderofficieren en een lokale werknemer. De missie stond onder leiding van de Kolonel Hans Valk.

### De militaire machtsovername in Suriname
Het uit Nederland afkomstige kader, onder wie Desi Bouterse en Badrissein Sital, wilde inspraak en medezeggenschap. De leiding en de regering waren hier echter tegen. Eind 1979 werd er door een aantal sergeants een militaire vakbond opgericht, de Bond voor Militair Kader (BOMIKA). Toen de sergeants een bezetting in de Memre Boekoe Kazerne uitvoerden werd de politie erop afgestuurd om die actie te breken. Militairen en politiemensen stonden in een gespannen sfeer bewapend tegenover elkaar, maar er gebeurde niets. Kort daarop werden drie bestuursleden Badrissein Sital, Ramon Abrahams en Laurens Neede gearresteerd en vastgezet. De drie gearresteerde sergeanten kwamen vervolgens op 20 februari 1980 voor de krijgsraad, waarbij zij verdedigd werden door Eddy Bruma en Frank Leeflang. De krijgsraad zou uitspraak doen op 26 februari, maar zover kwam het niet: op 25 februari pleegden vijftien sergeants en één officier onder leiding van sergeant-majoor Desi Bouterse een coup om hun kameraden te bevrijden, de Sergeantencoup.
De sergeants namen de macht in het leger en ook in het hele land over. Premier Arron dook onder en werd later gearresteerd en legerbevelhebber kolonel Elstak werd eveneens gevangengenomen en later uit zijn functie gezet en vervangen door Bouterse. De militairen installeerden een junta, de Nationale Militaire Raad, waarin o.a. Bouterse en Sital zitting hadden. Tegelijkertijd bevorderden de coupplegers zich tot hoge militaire rangen. De Surinaamse Krijgsmacht werd hernoemd in Nationaal Leger.
Op 8 december 1982 vonden de Decembermoorden plaats, waarbij de coupplegers een aantal tegenstanders van het Bouterse-regime uit de weg ruimden.
Tussen 1986 en 1992 vocht het Nationaal Leger de Binnenlandse Oorlog oorlog uit met het Junglecommando van Ronnie Brunswijk, een ex-militair en ex-lijfwacht van Desi Bouterse.

### Terugkeer naar de democratie
In 1987 vonden verkiezingen plaats waarna er een democratisch gekozen burgerregering aan de macht kwam onder leiding van president Ramsewak Shankar. Bouterse bleef echter aan als bevelhebber, en ook andere leden van de oorspronkelijke groep van 16 bleven aan op hun hoge militaire posten. In 1992 raakte Bouterse in conflict met de regering en werd hij tot aftreden gedwongen. De minister van Defensie, Siegfried Gilds probeerde vervolgens een nieuwe bevelhebber aan te stellen in de persoon van Arthy Gorré, ook een van de oorspronkelijke Groep van Zestien, maar later bij Bouterse in ongenade gevallen. De benoeming van Gorré stuitte echter op verzet van de overgebleven coupplegers die hoge posities in het leger bekleedden, o.a. Sital en Ivan Graanoogst. Minister Gilds gaf hen opdracht om op te stappen, hetgeen ze aanvankelijk weigerden. Nadat de Surinaamse regering hen, met steun uit de Verenigde Staten en Nederland, onder druk had gezet, stapten ze in 1993 toch op.
Gorré werd als bevelhebber geïnstalleerd en reorganiseerde en democratiseerde het leger. Hij bracht het aantal militairen terug van 4.000 naar 2.000. In 1995 werd Gorré vervangen door Glenn Sedney. Deze liet in 1999, tijdens massale betogingen tegen de regering van Bouterse-aanhanger Jules Wijdenbosch waarbij er geruchten de ronde deden over een door de militairen uit te voeren staatsgreep, weten dat het leger alleen met gezond verstand gegeven commando's van de gekozen regering zou uitvoeren en zich niet zou mengen in de politiek.

## Landmacht
De Landmacht (LAMA) is het grootste krijgsmachtdeel. Vanuit de Landmacht worden door diverse detachementen over het hele grondgebied van Suriname taken van het Nationaal Leger uitgevoerd. Om het overheidsgezag bij met name de grenzen en in het binnenland te versterken is een projectplan ontwikkeld. Dit plan voorziet in het vaststellen van het strategisch kader waarin de gefaseerde uitvoering van het opvoeren van de aanwezigheid van troepen van het Nationaal Leger op het grondgebied van Suriname, met gepaste aandacht voor die delen van het binnenland die op grond van de resultaten van dreiging- en risicoanalyses hiervoor in aanmerking komen, zal plaatsvinden. Met name door het innemen van nieuwe posten, het versterken van bestaande posten en verhoogde patrouilles dient het gewenste resultaat te worden bereikt.
Er zijn verschillende kazernes en detachementen in de verschillende districten waaronder de Memre Boekoe Kazerne (Paramaribo), de Marinebasis (district Wanica), de Luchtmachtbasis (Paramaribo) het Opleidingscentrum voor rekruten in de Ayoko Kazerne, en het detachement Zanderij. Te Albina de Surinaamse oostelijke grenspost, de Akontoe Velantie-kazerne, in Nieuw-Nickerie de westelijke grenspost, de Professor Dr. Ali-kazerne, en aan de Kennedy Highway te Concordia de Sgt. 1 Martowidjojo Kazerne. Er zijn ook diverse detachementen en zogenaamde kleine posten verspreid over heel Suriname in de districten Sipaliwini, Saramacca, Brokopondo en Para. Ook de bescherming van belangrijke objecten zoals de Afobakadam of de brug over de Coppename rivier behoort tot de taak van de landmacht van Suriname.
Het is traditie bij de Surinaamse defensie organisatie om jaarlijks een grote groep militairen te decoreren met de "medaille voor Trouwe Dienst". Deze medaille wordt toegekend aan militairen die onafgebroken, langdurig hun diensten aan het Ministerie van Defensie hebben gegeven.
Sinds 2011 werden vanuit de legerleiding verwoede pogingen ondernomen om een eigen stafcursus op te starten zodat er een grotere groep kon worden bereikt binnen de organisatie. Na een gedegen voorbereiding kon in 2013 met deze voortgezette officiersopleiding worden gestart in Suriname. Naast de opleiding die is afgestemd op de Surinaamse behoefte en omstandigheden werd ook gewerkt aan een opleidingsstructuur die kwalitatief het opleidingsniveau moest verbeteren. Bij alle voorbereidingen werd de Surinaamse instructeursgroep bijgestaan door twee Braziliaanse militaire adviseurs en de Braziliaanse militaire attaché. Op 17 juni 2013 werd de voortgezette officiersopleiding officieel gestart door de directeur van Defensie, mr. John Achong, waarbij de mogelijkheid werd gecreëerd voor deze groep om zich verder te scholen. Op vrijdag 28 februari 2014 namen 18 van de 23 officieren na een studie van acht maanden hun diploma in ontvangst. Deze officieren hadden al een sleutelpositie in de Surinaamse organisatie, maar zullen nu in staat zijn om het werk op een hoger niveau uit te voeren.

## Luchtmacht

Roundel van de Luchtmacht.

In 1982 werd formeel de bescheiden Luchtmacht (LUMA) binnen het Nationaal Leger opgericht. Het eerste militaire toestel was een helikopter van het type Hughes 500 Model 369D.

## Marine en Kustwacht
In 1977 ontving de Marine van Suriname drie patrouillevaartuigen uit Nederland, gebouwd door De Vries Scheepsbouw. Met een lengte van 32 meters en elk schip aangedreven door twee Paxman 12YHMC dieselmotoren van 1200 pk konden deze vaartuigen een maximumsnelheid van 20 knopen halen. De schepen werden tussen februari 1977 en 1978 overgedragen aan Suriname met de boegnummers S-401, S-402 en S-403.
De boten van de marine zijn verwaarloosd en niet in gebruik (stand 2021). In oktober 2024 werd een nieuw zeewaardig schip in gebruik genomen: de RSS Barracuda, afkomstig van Damen Shipyards op Curaçao.

Sinds 2013 is de Surinaamse Kustwacht operationeel. Met patrouilleboten wordt opgetreden tegen onder meer piraterij voor de kust en illegale visserij.

## Korps Militaire Politie

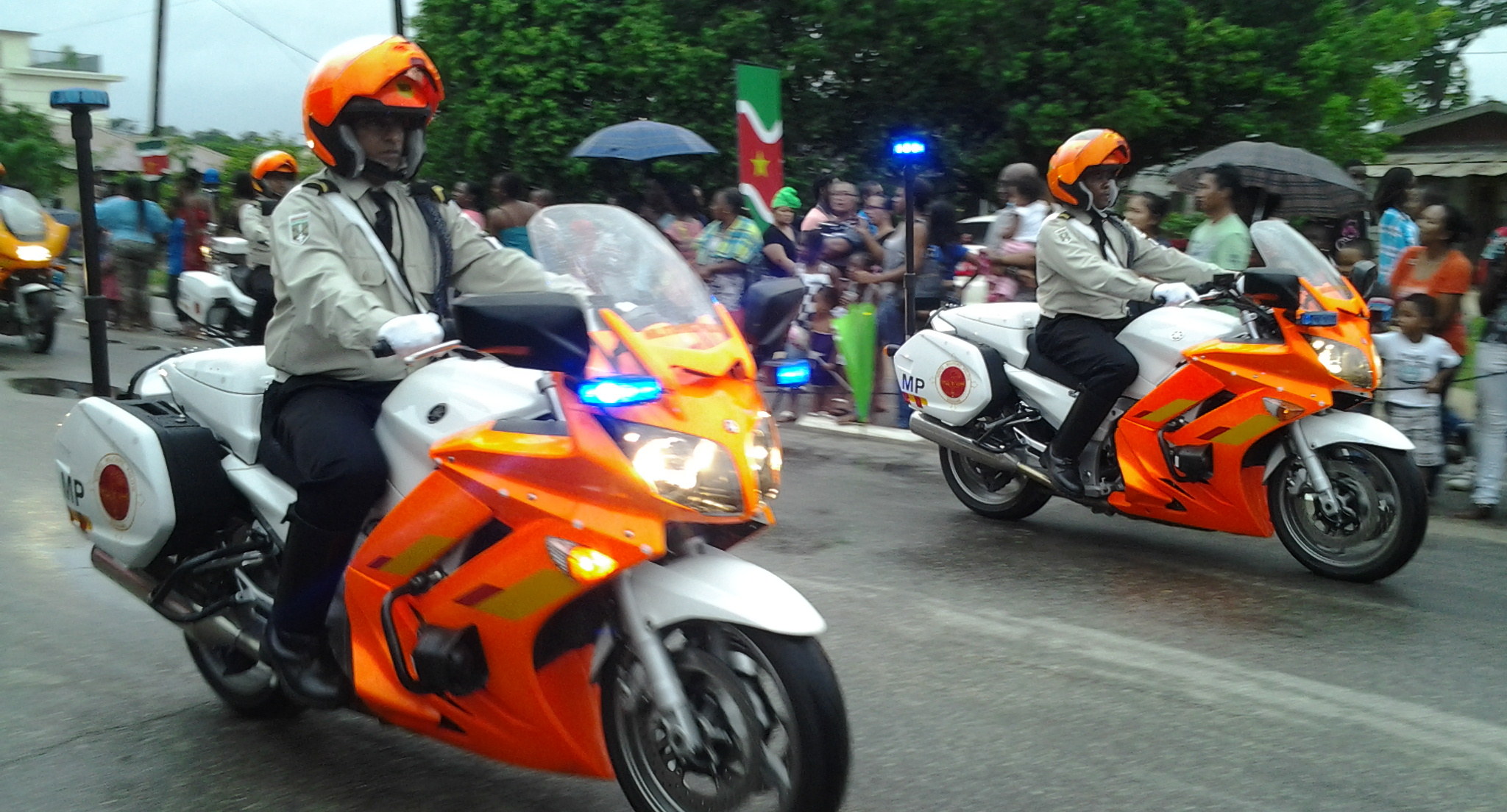
Militaire politieagenten

De militaire politie is een zelfstandig onderdeel van het Nationaal Leger. Ze is verantwoordelijk is voor de beveiliging en wetshandhaving binnen de Surinaamse militaire organisatie. Het korps beschikt over ongeveer twintig motoren.

## Commandostructuur Surinaams Nationaal Leger
Het Ministerie van Defensie van Suriname bestaat uit het beleidscentrum, en het operationeel deel (het Nationaal Leger) die samen de defensieorganisatie vormen. Het Ministerie van Defensie kent geen departementen. Er zijn wel verschillende diensten en eenheden. Het beleidscentrum is verantwoordelijk voor de zorg voor de krijgsmacht opdat deze tijdig en adequaat op een efficiënte en effectieve wijze haar bij wet opgedragen taken en missies kan uitvoeren.
Volgens de Grondwet voert de President van de Republiek Suriname het opperbevel over de strijdkrachten en heeft hij als zodanig het hoogste gezag over het Leger. De President dient bij de uitoefening van zijn functie en bevoegdheid de bepalingen van de Grondwet van de Republiek Suriname en andere wetten in acht te nemen. De Minister van Defensie is belast met het beheer over en de toezicht op de uitoefening van de taken van het leger met inachtneming van de aanwijzingen van de President. De bevelhebber is belast met bevelvoering van het leger in ondergeschiktheid aan de President en de Minister en met inachtneming van de door hen gegeven richtlijnen en instructies. De Bevelhebber wordt door de President na overleg met de Minister benoemd, buiten functie gesteld, geschorst en ontslagen. De Bevelhebber wordt telkens voor een tijdvak van drie jaren benoemd. De plaatsvervangend bevelhebber, is de chef van de staf, de commandanten van de landmacht, van de marine, van de luchtmacht, van de militaire politie en van het reservisten korps.

### Bezetting
Het Surinaamse Nationaal leger bestaat uit de volgende krijgsmachtsdelen: de Landmacht (LAMA), de Luchtmacht (LUMA), de Marine, en voorts uit de zelfstandige onderdelen de Militaire Politie, het Reservisten Korps en de Kustwacht, elk onder eigen commando.
Het leger staat onder het volgende commando (stand mei 2021):
- President Chan Santokhi is de Opperbevelhebber van de Strijdkrachten van het Nationaal Leger
- Krishnakoemarie Mathoera is de minister van Defensie
- Jayant Bidesie is wnd. directeur op het ministerie van Defensie (tot heden)
- Brigade-generaal Werner Kioe A Sen is Bevelhebber van het Nationaal Leger
- Luitenant-kolonel Bob Mangal is Chef van de Generale Staf
- Luitenant-kolonel Ashokkoemar Jagdew is Commandant van de Landmacht
- Luitenant-kolonel Marven van Huisduinen is Commandant van de Luchtmacht
- Luitenent-kolonel Johny Ebeciljodi is Commandant van de Marine
- Luitenant-kolonel Roy Samuel is Commandant van het Korps Militaire Politie

De taak van het Nationaal Leger is het verdedigen van de soevereiniteit en de territoriale integriteit van Suriname tegen buitenlandse gewapende militaire agressie. Dat wil zeggen de verdediging van niet alleen het grondgebied maar ook de territoriale wateren en het luchtruim daarboven.